# Dlabotchitsa
Dlabotchitsa o Dlabočica es un pueblo ubicado en el municipio de Kriva Palanka, en Macedonia del Norte.

## Superficie
Posee una superficie de 11,79 kilómetros cuadrados.

## Demografía
Hasta 2021 la población era de 77 habitantes, con una densidad de población de 6,532 habitantes por kilómetro cuadrado.